# شهرستان شاهین‌شهر
شهرستان شاهین‌شهر یکی از شهرستان‌های استان اصفهان است. مرکز این شهرستان، شهر شاهین‌شهر است.
این شهرستان در تاریخ ۲۱ تیر ۱۳۶۸ در استان اصفهان تشکیل شد.

## پیشینه
نام آغازین این شهرستان، برخوار و میمه بود؛ سپس در تاریخ ۲۹ مهر ۱۳۸۶ با جدا شدن بخش برخوار و ارتقای آن به شهرستان برخوار، نام این شهرستان به شاهین‌شهر و میمه تغییر پیدا کرد.
پس از آن، در تاریخ ۲۷ تیر ۱۴۰۳ با جدا شدن بخش میمه و ارتقای آن به شهرستان میمه و وزوان، نام این شهرستان به شاهین‌شهر تغییر پیدا کرد.

## موقعیت جغرافیایی
شهرستان شاهین‌شهر از شمال تا شمال غربی با شهرستان میمه و وزوان، از شمال شرقی با شهرستان نطنز، از شرق با شهرستان برخوار، از جنوب شرقی با شهرستان اصفهان، از جنوب با شهرستان خمینی‌شهر و از جنوب غربی تا غرب با شهرستان نجف‌آباد همسایه است.

## تقسیمات کشوری
شهرستان شاهین‌شهر دارای ۱ بخش، ۲ دهستان و ۳ شهر به شرح زیر است:

### شهرستان شاهین‌شهر
| بخش   | مرکز بخش | جمعیت بخش ۱۳۹۵ | نام دهستان  | مرکز دهستان | جمعیت دهستان ۱۳۹۵ | شهر                     | جمعیت شهر ۱۳۹۵                   |
| ----- | -------- | -------------- | ----------- | ----------- | ----------------- | ----------------------- | -------------------------------- |
| مرکزی | شاهین‌شهر | ۲۱۱٬۶۰۶ نفر    | مورچه خورت  | مورچه خورت  | ۲٬۱۹۸ نفر         | شاهین‌شهر گزبرخوار گرگاب | ۱۷۳٬۳۲۹ نفر ۲۴٬۴۳۳ نفر ۹٬۶۹۰ نفر |
| مرکزی | شاهین‌شهر | ۲۱۱٬۶۰۶ نفر    | برخوار غربی | جهادآباد    | ۱٬۹۵۶ نفر         | شاهین‌شهر گزبرخوار گرگاب | ۱۷۳٬۳۲۹ نفر ۲۴٬۴۳۳ نفر ۹٬۶۹۰ نفر |

## جمعیت
بر پایه سرشماری عمومی نفوس و مسکن در سال ۱۳۹۵، جمعیت شهرستان شاهین‌شهر برابر با ۲۱۱٬۶۰۶ نفر بوده است.